# Integrated Risk Information System

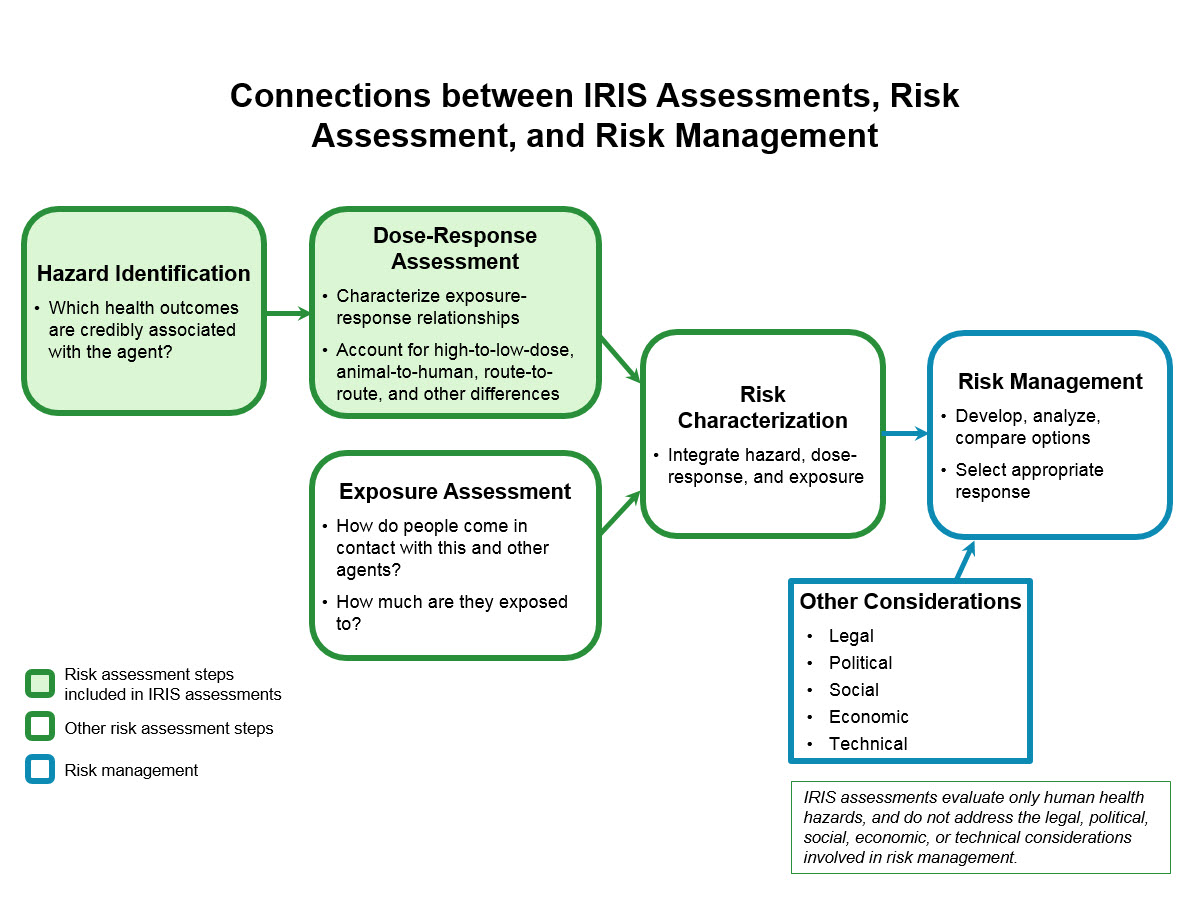
Verbindungen zwischen IRIS-Bewertung, Risikobewertung und Risikomanagement

Das Integrated Risk Information System (IRIS) ist ein Umweltprüfungsprogramm der Environmental Protection Agency (EPA). Das IRIS-Programm konzentriert sich dabei auf die Risikobewertung und nicht auf das Risikomanagement (also auf Entscheidungsprozesse, die eine Analyse regulatorischer, rechtlicher, sozialer und wirtschaftlicher Aspekte im Zusammenhang mit den untersuchten Risiken beinhalten).

## Geschichte
In den 1980er-Jahren wurde im Rahmen des IRIS-Programms erstmals eine Datenbank mit gesundheitsbezogenen Bewertungen des Einflusses von Chemikalien auf die Umwelt erstellt. Die EPA erstellte die Datenbank, um einen einheitlichen Ansatz für die Risikobewertungen gemäß den verschiedenen Umweltgesetzen zu gewährleisten.
Das Programm wurde 1985 von der EPA ins Leben gerufen. Ursprünglich bestand das Ziel darin, die Einheitlichkeit der Bewertung der Toxizität von Chemikalien durch die Behörde zu verbessern. Die IRIS-Datenbank wurde 1987 erstmals öffentlich zugänglich gemacht. 1996 führte die EPA ein neues Verfahren zur Bildung eines Konsens innerhalb der Behörde und zur Verbesserung der Effizienz innerhalb der IRIS-Datenbank ein. Im selben Jahr führte die EPA auch das IRIS Toxicological Review ein, welches das erste behördenweite Dokument zur Bewertung der Gesundheitsgefahr darstellte. Im März 1997 wurde die IRIS-Datenbank im Internet verfügbar gemacht. 2004 wurde das IRIS-Verfahren geändert, um eine behördenübergreifende Überprüfung durch das Office of Management and Budget (OMB) einzuführen und einen größeren Schwerpunkt auf externe Peer Reviews von IRIS-Bewertungen zu legen.
Im April 2008 wurde das IRIS-Programm erneut überarbeitet. Unter anderem bot das überarbeitete Programm der Forschung die Möglichkeit, Datenlücken zu unternehmenskritischen Chemikalien zu schließen. Im folgenden Jahr wurde der Prozess geändert, um den Überprüfungsplan zu optimieren, sodass die meisten Bewertungen innerhalb von zwei Jahren nach Beginn in die IRIS-Datenbank eingetragen werden. Im Jahr 2013 kündigte die EPA an, dass sie Verbesserungen am IRIS-Prozess vornehmen werde, um die Transparenz, Effizienz und die wissenschaftliche Grundlage der Bewertungen der Agentur zu verbessern. Im selben Jahr wurden die Dokumente des Programms für das Toxicological Review neu strukturiert, um sie klarer, systematischer und konsistenter zu gestalten. Im Dezember 2015 veröffentlichte das IRIS-Programm erstmals seine mehrjährige Agenda, in der die wichtigsten chemischen Bewertungen aufgeführt wurden, auf die sich das Programm in den folgenden Jahren konzentrieren würde.
2016 wurde die EPA kritisiert, weil sie basierend auf dem IRIS-Wert von Ethylenoxid dessen Risikobeschreibung für die Verwendung zur Sterilisation und als Pestizid von „wahrscheinlich krebserregend für Menschen“ in „krebserregend für Menschen“ geändert hatte. Der American Chemistry Council stellte kurz darauf fest, dass die EPA den IRIS-Wert grob falsch eingeschätzt habe. Er sei 19.000 Mal niedriger als die natürlichen Ethylenoxid-Werte im menschlichen Körper und vergleichsweise niedriger als die Ethylenoxid-Werte in der Umgebungsluft. Die Texas Commission on Environmental Quality (TECQ) führte deshalb im Jahr 2017 eine eigene Analyse des durch Ethylenoxid verursachten Krebsrisikos durch und kam zunächst zu dem Ergebnis, dass es 65-mal niedriger als der IRIS-Wert sei. Im Jahr 2019 veröffentlichte sie dann jedoch eine weitere Einschätzung, die einen 3.500 Mal niedrigeren Wert ergab. Trotz der Forderungen, den IRIS-Wert zu überprüfen oder den TECQ-Risikowert zu übernehmen, entschied sich die EPA im Jahr 2022 dafür, den IRIS-Wert von 2016 weiterhin zu verwenden und den von der TECQ vorgeschlagenen Wert abzulehnen.

## IRIS-Prozess
Der IRIS-Prozess dauert je nach Komplexität der Bewertung etwa 26 bis 39 Monate, wobei der Teil der Prüfung 15 bis 24 Monate dauert. Der Prozess beginnt mit der von der EPA als „Planung und Bestimmung des Umfangs“ bezeichneten Phase. In dieser Phase prüfen die Risikobewerter den Umfang und mögliche rechtliche Einschränkungen sowie die Verwendung der Informationen. Nach dieser Phase verwendet die EPA ein siebenstufiges Risikobewertungsverfahren, das mit einem Bewertungsentwurf beginnt und mit der Veröffentlichung auf der IRIS-Website endet. Das Bewertungsverfahren läuft wie folgt ab:
1. Vollständiger Entwurf der IRIS-Bewertung. Das IRIS-Programm führt eine Literaturrecherche und eine kritische Studienauswahl durch und entwickelt Beweistabellen, die die Ergebnisse dieser Studien zusammenfassen. Die EPA veröffentlicht Bewertungsprotokolle, in denen die Methoden zur Durchführung der systematischen Prüfung dargelegt werden.[1] Diese Protokolle umfassen eine Strategie zur Literaturrecherche und Kriterien zur Studienauswahl.[9] In dieser Phase werden außerdem Gefahren identifiziert, Studien zur Dosis-Wirkungs-Beurteilung ausgewählt und Toxizitätswerte abgeleitet.
2. Interne Prüfung durch die Behörde. Das IRIS-Programm teilt seinen Bewertungsentwurf mit dem EPA-Programm und den Regionalbüros der EPA, identifiziert etwaige wissenschaftliche Probleme und legt den Umfang und die Richtlinien für das externe Peer Review fest. Dieser Prozess dauert normalerweise 60 Tage.[10]
3. Wissenschaftliche Konsultation zwischen Behörden. Andere Bundesbehörden, darunter das Executive Office of the President (z. B. OMB und das Council on Environmental Quality), überprüfen den IRIS-Bewertungsentwurf. Die EPA gibt dann einen konkreten Termin für den Eingang schriftlicher Kommentare an, beruft eine Sitzung ein, um die in den Kommentaren angesprochenen Probleme zu erörtern, und überarbeitet den Entwurf entsprechend.
4. Unabhängiges Peer Review durch Experten. Das IRIS-Programm veröffentlicht seinen Bewertungsentwurf im Rahmen eines externen Überprüfungsprozesses auf seiner Website. Danach findet eine Besprechung statt, um die Fragen aus dem Peer Review zu beantworten und wissenschaftliche Fragen zu diskutieren. Die IRIS-Mitarbeiter können dann ihren Bewertungsentwurf überarbeiten und ihn einem externen Peer-Review-Gremium vorlegen, das von einem Auftragnehmer oder dem wissenschaftlichen Beirat der EPA organisiert wird.
5. Überarbeitung der Bewertung. Das IRIS-Programm wertet die Empfehlungen des Peer-Review-Gremiums und alle öffentlichen Kommentare aus. IRIS erstellt außerdem ein schriftliches Dokument als Antwort auf die Kommentare. Nach der Überarbeitung der ersten Bewertung erstellen die IRIS-Mitarbeiter ein Dokument, in dem die Disposition des Peer Reviews und der öffentlichen Kommentare beschrieben wird und stellen dieses Dokument als Anhang zu ihrer endgültigen Bewertung zur Verfügung.
6. Abschließende Prüfung durch die Behörde und behördenübergreifende wissenschaftliche Diskussion. Nach Abschluss der Überarbeitungen übermittelt das IRIS-Programm seine Bewertung zur abschließenden Prüfung an das EPA-Programm und die Regionalbüros der EPA. Für den behördenübergreifenden Teil dieser Phase stellt die EPA den Bundesbehörden einen endgültigen Entwurf ihrer Bewertung und zugehörige Materialien zur Verfügung und gibt einen bestimmten Termin für den Erhalt schriftlicher Kommentare an. Während dieser Phase finden die interne Prüfung der EPA und die behördenübergreifende Prüfung gleichzeitig statt.
7. Endgültige Bewertung. Das IRIS-Programm schließt seine Bewertung ab und veröffentlicht das Ergebnis auf der IRIS-Website zusammen mit zugehörigem Material, einschließlich des Dokuments zur toxikologischen Prüfung, der IRIS-Zusammenfassung und Anhängen.

## Beziehung zu Umweltverträglichkeitsprüfung
IRIS legt einen Entwurf zur Prüfung durch Experten vor, um die für das entsprechende Problem erforderlichen Maßnahmen zu bewerten. Maßnahmen werden von gesetzgebenden Körperschaften ergriffen, nachdem sie das Risiko und den Umfang der für das entsprechende Problem erforderlichen Maßnahmen bewertet haben. Die Beziehung zwischen IRIS und einer Umweltverträglichkeitsprüfung (UVP) besteht darin, dass IRIS eine Datenbank bereitstellt, die im UVP-Prozess verwendet wird. Externe Parteien (Wissenschaftler, Gesetzgeber) treffen Entscheidungen auf der Grundlage der IRIS-Datenbank. Unterstützung für diese Entscheidungen erhalten sie durch Programme wie die Strategische Umweltprüfung (SUP) und das OMB.